# Delahaye Type 131
Der Delahaye Type 131 ist ein Nutzfahrzeug-Modell aus den 1930er Jahren. Hersteller war Automobiles Delahaye in Frankreich.

## Beschreibung
Die Fahrzeuge basierten auf dem Delahaye Type 111. Der Hauptunterschied liegt in der Bauweise als Frontlenker. Die Bauzeit war von 1935 bis 1938. Es gab die Ausführungen Type 131, Type 131 N, Type 131 G 4 und Type 131 G 6.
Bekannt sind Aufbauten als Omnibus mit 40 Sitzen. Nach Beginn des Zweiten Weltkrieges bestellte die französische Luftwaffe 40 Stück mit einem 5000-Liter-Tankaufbau, die im Februar und  März 1940 geliefert wurden.